# Melalan Airport
Melalan Airport (indonesiska: Bandar Udara Melalan) är en flygplats i Indonesien.   Den ligger i provinsen Kalimantan Timur, i den nordvästra delen av landet, 1 200 km nordost om huvudstaden Jakarta. Melalan Airport ligger 100 meter över havet.
Terrängen runt Melalan Airport är platt åt sydost, men åt nordväst är den kuperad. Terrängen runt Melalan Airport sluttar söderut. Runt Melalan Airport är det glesbefolkat, med 13 invånare per kvadratkilometer. Det finns inga samhällen i närheten. I omgivningarna runt Melalan Airport växer i huvudsak städsegrön lövskog.